# Bronowo (województwo warmińsko-mazurskie)
Bronowo (niem. Gross Brunau) – osada w Polsce położona w województwie warmińsko-mazurskim, w powiecie iławskim, w gminie Susz, na Pojezierzu Iławskim, przy trasie drogi wojewódzkiej nr 521, nad rzeką Liwą.
Zanim na ziemie te przybyli rycerze zakonu krzyżackiego, istniała tu pruska osada o nieznanej nazwie. Leżała ona wówczas nad siedmioma jeziorami. W roku 1280 Krzyżacy zajęli te ziemie, zniszczyli pruskie osady i zbudowali własne (jedną z odbudowanych osad było właśnie Bronowo). Niemieccy osadnicy zajęli się osuszaniem gruntów i wycinką lasów. Całkowitemu osuszeniu zdołały się do naszych czasów oprzeć tylko dwa ze wspomnianych jezior. Pierwsze – Burgale, dlatego iż leżało w środku lasu. Drugie natomiast jest dziś małym stawem w środku osady, przetrwało prawdopodobnie dlatego, iż ówczesnym mieszkańcom nie opłacało się jego całkowite osuszenie.
Pod koniec 1944 roku, w wyniku zbliżającemu się w te okolice frontu wschodniego, rozpoczęto ewakuację ludności cywilnej. Ludność niemiecka nigdy już nie powróciła na tereny, a po wojnie zaczęli przybywać tutaj Polacy oraz Ukraińcy zsyłani przymusowo z Bieszczadów. W tym okresie zbudowano również PGR. W latach 70. zbudowano tu również szkołę podstawową, ze względu jednak na zbyt wysokie koszty utrzymania oraz zbyt małą liczbę uczniów szkołę zlikwidowano.
W latach 1975–1998 miejscowość należała administracyjnie do województwa elbląskiego.